# Hysterocrates apostolicus
Hysterocrates apostolicus is een spinnensoort uit de familie van de vogelspinnen (Theraphosidae).
De wetenschappelijke naam van de soort werd in 1900 gepubliceerd door Reginald Innes Pocock.